# Christel Beilmann
Christel Beilmann (geboren 1921 in Bochum; gestorben am 22. Mai 2005 in Witten) war eine deutsche Aktivistin und Redakteurin. Sie war in der katholischen Laienbewegung und der außerparlamentarischen Opposition der Bundesrepublik Deutschland aktiv und Redakteurin mehrerer Zeitschriften.

## Leben und Werk
In den Jahren 1946 bis 1951 war sie erste Diözeseanführerin der katholischen Frauenjugend im Erzbistum Paderborn und 1947 Mitbegründerin des Bundes der Deutschen katholischen Jugend. Sie war in der Ostermarsch-Bewegung – u. a. als „Organisatorin des Ostermarsches Ruhr“ – tätig; als Katholikin gehörte sie in dieser Bewegung, die – soweit religiös – eher protestantisch geprägt war, zur katholischen Minderheit; unter den vielen Frauen, die dort aktiv waren, war sie eine der wenigen, die dort organisatorische Bedeutung erlangten.
Beilman redigierte zumindest zeitweilig – teilweise zusammen mit Arno Klönne – die Zeitschriften der Ostermarsch-Bewegung: die Informationen zur Abrüstung und später die außerparlamentarische opposition. In den Informationen zur Abrüstung des Jahres 1967 ist ausschließlich sie als Redakteurin genannt; in den Ausgaben der außerparlamentarische opposition des ersten Halbjahrs 1968 sind sie und Arno Klönne genannt. Jedenfalls 1965 gehörte sie auch dem Arbeitsausschuss der Kampagne an und war außerdem für die Zusammenstellung des Pressedienstes der Kampagne zuständig.
Später war Beilmann Redakteurin der links, der Zeitschrift des – aus einer Strömung/Fraktion der genannten Kampagne hervorgegangen – Sozialistischen Büros (SB); jedenfalls deren Null-Nummer aus dem Jahre 1969 wurde von ihr presserechtlich verantwortet. Auch die Papiere, die  zur Gründung des SB führten, waren von ihr mitunterzeichnet.
Schließlich ist sie mindestens in Heft 1/1971 der Zeitschrift „werkhefte. zeitschrift für probleme der gesellschaft und des katholizismus“ als Redakteurin genannt.
Ihr Buch Eine katholische Jugend löste „eine verstärkt kritische Diskussion“ über die „katholische Jugend im Dritten Reich“ aus.
Zu nicht näher spezifizierter Zeit war sie SPD-Mitglied. In ihrem Nachlass befinden sich Unterlagen der Kommission „SPD und Kirchen“ beim SPD-Landesvorstand Nordrhein-Westfalen (1977 – 1988).

## Veröffentlichungen (Auswahl)
- Eva, Maria, Erdenfrau. Der Verrat an den Frauen durch Kirchen und Theologien, Hammer: Wuppertal, 1999, ISBN 3-87294-829-6.

- Eine Jugend im katholischen Milieu. Zum Verhältnis von Glaube und Widerstand, in: Wilfried Breyvogel (Hg.) Piraten, Swings und Junge Garde. Jugendwiderstand im Nationalsozialismus, Dietz: Bonn, 1991, ISBN 3-8012-3039-2, S. 57 ff. (Inhaltsverzeichnis).

- Eine katholische Jugend in Gottes und dem Dritten Reich. Briefe, Berichte, Gedrucktes 1930–1945. Kommentare 1988/89. Mit einem Nachwort von Arno Klönne, Hammer: Wuppertal, 1989, ISBN 3-87294-398-7 (Inhaltsverzeichnis).

- Ostermarsch-Überlegungen (1964), in: Karl A. Otto (Hg.), APO. Die außerparlamentarische Opposition in Quellen und Dokumenten (1960–1970), Pahl-Rugenstein: Köln, 1988, ISBN 3-7609-1237-0, S. 97–99.

- mit Arno Klönne: Brief an Paul Mattick vom 28. August 1970[22].

- mit Andreas Buro / Heiner Halberstadt / Arno Klönne / Klaus Vack: Brief an die Mitglieder des Kuratoriums und des Zentralen Ausschusses der Kampagne für Demokratie und Abrüstung zur Begründung für des gemeinsamen Austritts.[23]

## Nachlässe
- Archiv der sozialen Demokratie, Nachlass Beilmann (enthält Unterlagen aus Zeitraum: 1966–1988) zu den Themen „Bensberger Kreis“, „Hochschulinitiative demokratischer Sozialismus“, Ostermarschbewegung, Kommission „SPD und Kirchen“ beim SPD-Landesvorstand Nordrhein-Westfalen (1977–1988), „Internationales Kulturzentrum Aschberg“ (1973–1977).[24]

- Münchner Stadtbibliothek / Monacensia, Nachlass Carl Amery (Briefwechsel mit letzterem); https://kalliope-verbund.info/de/query?q=ead.creator.gnd%3D%3D%22121897532%22

- Fritz-Hüser-Institut für Literatur und Kultur der Arbeitswelt, Dortmund: Nachlass Christian Geissler, Nr. 948: „10. Febr. 1967–25. Febr. 2002 […] 6 Br. ausg. 6 Bl. / 7 S. Typoskr. (Dg.)“

- Dokumentationsstelle für kirchliche Jugendarbeit (DstkJA) [„Nachlässe (ca. 25 lfm): In dieser Abteilung befinden sich neben umfangreichen Dokumenten wichtiger Protagonisten der Jugendarbeit im Erzbistum Paderborn (Augustinus Reineke, Christel Beilmann, Hans-Heinz Riepe u. a.)“[25]]